# Ватанабэ, Ринка
Ринка Ватанабэ (яп. 渡辺倫果, род. 19 июля 2002, Тиба, Япония) — японская фигуристка, выступающая в одиночном катании. Бронзовый призёр чемпионата четырёх континентов (2024), победительница этапа Гран-при Skate Canada 2022, победительница турнира серии «Челленджер» Lombardia Trophy 2022.
По состоянию на 23 ноября 2024 года занимает 8-е место в рейтинге Международного союза конькобежцев.

## Биография
Ринка Ватанабэ начала заниматься фигурным катанием в три года после того, как увидела по телевизору, как Сидзука Аракава выиграла золото на зимних Олимпийских играх 2006 года.
Дебютировала на турнире Bavarian Open 2018 среди юниоров, где завоевала серебряную медаль и золотую медаль на турнире Coupe du Printemps 2018.
На чемпионате Японии 2022 заняла 6 место. На турнире Bavarian Open 2022 среди юниоров, завоевала серебряную медаль, потом выиграла турнир Coupe du Printemps 2022. В апреле 2022 года выступила на чемпионате мира среди юниоров, после короткой программы расположилась на промежуточном 11 месте с 59,56 баллами, в произвольной программе также заняла 11 место с 105,48 баллами, в итоге заняла 10 место с суммой баллов 165,44. 
В сентябре 2022 года приняла участие в турнире серии «Челленджер» Lombardia Trophy 2022. После короткой программы расположилась на 2 месте с 66,83 баллов, в произвольной программе заняла 1 место с 146,31 баллов, в итоге выиграла турнир с суммой баллов 213,14. 
В октябре 2022 года выступила на этапе Гран-при Skate Canada 2022. После короткой программы расположилась на 6 месте с 63,27 баллов, в произвольной программе заняла 1 место с 134,32 баллов, в итоге выиграла турнир с суммой баллов 197,59. В ноябре выступила на этапе Гран-при NHK Trophy 2022, где после короткой программы расположилась на 9 месте с 58,36 баллов, в произвольной программе расположилась на 3 месте с 129,71 баллов, в итоге заняла 5 место с суммой баллов 188,07. В декабре выступила в финале Гран-при, где после короткой программы расположилась на 4 месте с 72,58 баллов, в произвольной программе расположилась на 4 месте с 123,43 баллов, в итоге заняла 4 место с суммой баллов 196,01.  
В декабре 2022 года выступила на чемпионате Японии, в короткой программе занимала 18 место с 56,23 баллов, в произвольной программе заняла 9 место с 127,76 баллов, в итоге заняла 12 место с суммой баллов 183,99. По результатам национального первенства Ватанабэ вошла в состав сборной Японии на чемпионат четырёх континентов и на чемпионат мира.  

## Программы
| Сезон     | Короткая программа | Произвольная программа | Показательные номера                                               |
| --------- | --- | --- | ------------------------------------------------------------------ |
| 2024—2025 | - «Лунная соната» Людвиг ван Бетховен в исполнении Нобуюки Цудзии хореография: Ше-Линн Бурн                                                   | - «María de Buenos Aires» Астор Пьяццолла в исполнении Kremerata Musica, Гидон Кремер, Хулия Зенько хореография: Лори Никол                                                                                      |                                                                    |
| 2023—2024 | - «You Give Me Strength» - «Happiness Is Simple» - «Na'vi Attack» (из фильма «Аватар: Путь воды») Саймон Франглен хореография: Кэндзи Миямото | - «Brotsjór» Оулавюр Арнальдс - «Goliath» Woodkid - «Meeting Laura» (из фильма «Парфюмер. История одного убийцы») Том Тыквер, Джонни Клаймек и Райнхольд Хайль - «November Макс Рихтер хореография: Ше-Линн Бурн | - «Break Free» Ариана Гранде и Zedd                                |
| 2022—2023 | - «El Tango de Roxanne» (из фильма «Мулен Руж!») в исполнении Юэн Макгрегор, Хосе Фелисиано хореография: Кэндзи Миямото                       | - «Jin» Ю Таками, Сэйко Нагаока, Кан Савада хореография: Кэти Рид | - «This Is Me» (из фильма «Величайший шоумен») Кила Сеттл          |
| 2021—2022 | - «Heartlines» Florence and the Machine хореография: Лэнс Випонд                                                                              | - «Carmina Burana» Карл Орфф хореография: Кэти Рид | - «Bachelorette» Florence and the Machine хореография: Мегуму Секи |
| 2020—2021 | - «Bachelorette» Florence and the Machine хореография: Мегуму Секи                                                                            | - «Sunday Afternoon» Карл Орфф хореография: Мегуму Секи |                                                                    |

## Спортивные достижения
| Соревнование                    | 17/18         | 18/19         | 19/20         | 20/21         | 21/22         | 22/23         | 23/24         | 24/25         |
| Международные                   | Международные | Международные | Международные | Международные | Международные | Международные | Международные | Международные |
| ------------------------------- | ------------- | ------------- | ------------- | ------------- | ------------- | ------------- | ------------- | ------------- |
| Чемпионат мира                  |               |               |               |               |               | 10            |               |               |
| Чемпионат четырёх континентов   |               |               |               |               |               | 5             | 3             |               |
| Финал Гран-при                  |               |               |               |               |               | 4             |               |               |
| Этапы Гран-при. Cup of China    |               |               |               |               |               |               | 2             | 5             |
| Этапы Гран-при. NHK Trophy      |               |               |               |               |               | 5             |               |               |
| Этапы Гран-при. Skate Canada    |               |               |               |               |               | 1             | 6             |               |
| Этапы Гран-при. Skate America   |               |               |               |               |               |               |               | 2             |
| Челленджер. Finlandia Trophy    |               |               |               |               |               |               | 2             |               |
| Челленджер. Lombardia Trophy    |               |               |               |               |               | 1             |               | 8             |
| Coupe du Printemps              |               |               |               |               | 1             |               |               |               |
| Международные среди юниоров     |               |               |               |               |               |               |               |               |
| Чемпионат мира среди юниоров    |               |               |               |               | 10            |               |               |               |
| Bavarian Open                   | 2             |               |               |               | 2             |               |               |               |
| Coupe du Printemps              |               | 1             |               |               |               |               |               |               |
| Национальные                    |               |               |               |               |               |               |               |               |
| Чемпионаты Японии               | 19            | 18            |               | 27            | 6             | 12            | 6             |               |
| Чемпионаты Японии среди юниоров | 5             | 4             |               |               |               |               |               |               |